# Sortosville-en-Beaumont
Sortosville-en-Beaumont é uma comuna francesa na região administrativa da Normandia, no departamento da Mancha. Estende-se por uma área de 10,24 km². Em 2010 a comuna tinha 321 habitantes (densidade: 31,3 hab./km²).